# Поліщук Корній Фролович
Корній Фролович Поліщук (18 травня 1916, с. Бродецьке, Черкаська область — 11 травня 2015) — український педагог, заслужений вчитель Української РСР, ветеран Другої світової війни, кавалер орденів Червоної зірки і Вітчизняної війни ІІ ступеня.

## Життєпис
Народився в селянській родині. Трудову діяльність розпочав у 1935 році як вихователь дитячого будинку.
Під час Другої світової війни служив офіцером зв'язку у бронетанкових військах. Закінчив Ленінградські курси удосконалення командного складу. Брав участь у Курській битві (1943). Згодом був переведений до Генерального штабу в Москві, де служив до 1946 року. 
Після війни повернувся до педагогічної діяльності. Викладав фізику, обіймав посади завідувача дитячого будинку, директора шкіл-інтернатів, зокрема в Бучі та Києві. Його досвід роботи переймали директори шкіл різних рівнів, а підхід до навчання та організації освітнього процесу був зразковим для багатьох педагогів.
Наприкінці своєї кар'єри працював у спеціальній школі-інтернаті № 16 Святошинського району Києва, де створив автоматизований навчальний клас — інновацію для 1980-х років.

## Громадська діяльність
Поліщук активно брав участь у суспільному житті: обирався членом райкому КПУ, депутатом районної ради депутатів трудящих, працював у радах із народної освіти.

## Відзнаки
За роки війни отримав шість медалей, орден Червоної Зірки та орден Вітчизняної війни ІІ ступеня.
У 1964 році йому було надане звання Заслуженого вчителя Української РСР, а також він отримав медаль імені А. С. Макаренка.

## Виноски
1. ↑  Людмила Гладська: «Золотий ювілей школи», «Бучанські новини» № 44 (349), 5 листопада 2010, стор. 10.